# Géraldine Bazán
Géraldine Bazán (Mexikóváros, 1983. január 30. –) mexikói színésznő, énekesnő.

## Élete és pályafutása
1983. január 30-án született Mexikóvárosban. Édesanyja, Rosalba Ortiz és fiútestvére, Ángel Claude szintén színész.
A karrierje gyermekmodellként indult. Aztán szerepelt egy táncegyüttesben a „Gaby klubjában”, és meghallgatásokra jelentkezett színházakban és tévétársaságoknál, mint a Televisa és az "Educational TV show". A produkciós iroda, a Televisa felfedezte őt, és felajánlotta neki élete első szerepét a "Corozan Salvaje” című szappanoperában. Geraldine megkapta a "Legjobb fiatal tehetség" címét a Televisánál. Miután befejezte a középiskolát, beiratkozott az egyetemre, 16 évesen.
Hatéves korától játszott mellékszerepeket, de az igazi áttörést 18 évesen, a Mint a filmekben című telenovellában érte el, amikor is a 14 éves Regina szerepét kapta meg.
2006-ban, a nagy sikerű Második esély című telenovellában Belinda San Románt alakította. Ebben együtt szerepelt többek között Gabriela Spanic-kal, Saúl Lisazóval és Arap Bethkevel.
Jelenleg Miamiban él. Aktívan támogat amerikai szociális és jótékonysági rendezvényeket szervezeteket, mint például a rák, AIDS, diszkrimináció. Folyékonyan beszél spanyolul és angolul. Mexikóban színészetet tanult a „National Council for Arts and Culture"-ban. Geraldine játszott már mozifilmekben, szappanoperákban, színházban, és 19 éves kora óta szerepel rádiókban is.
A magánéletét titkolta, annyit azonban kiderítettek róla, hogy 2004-ben, amikor a "Hazugságok hálójában" című telenovellát forgatták, a való életben is kapcsolata volt Andrés García jr.-ral, de nem tartott sokáig. Gabriel Soto színésszel 2009 februárjában született meg első gyermekük, Elisa-Marie és 2014. február 19-én második kislányuk, Alexa Miranda.

## Filmográfia

### Televízió
- Las hijas de la señora García (2025) ... Paula Escalante de Portilla
- La casa de los famosos (2024) ... Önmaga
- Secretos de villanas (2022–2023) ... Önmaga
- Falsa identidad (2018–2019)... Marlene Gutierrez
- Por amar sin ley (2018–2019)... Elena Fernández
- Dueños del paraíso (2015)... Verónica Romero
- Júdás asszonya (2012)... Emma Balmori
- Sacrificio de mujer (2011) ... Victoria "Vicky" Lombardo
- Alguien te mira (2010)... Tatiana Wood Asociados
- Victoria (2007)... Paula Mendoza
- Bajo las riendas del amor (2007)... Verónica Orozco
- Második esély (2006)... Belinda San Román (Magyar hang: Mezei Kitty) (RTL Klub), Vadász Bea (Zone Romantica)
- El Amor no Tiene Precio (2005)... Elizabeth Monte y Valle González
- Hazugságok hálójában (2005) ... Liliana Reyes Retana (Magyar hang: Vadász Bea)
- Historias de la risa real (2004) ... Ismeretlen szerep
- Dos chicos de cuidado en la ciudad (2003) ... Fernanda
- Sin permiso de tus padres (2002) ... Ismeretlen szerep
- Lo que callamos las mujeres (2001) ... Ismeretlen szerep
- Mint a filmekben (2001–2002) ... Regina Linares/Amatista (Magyar hang: Molnár Ilona)
- Ellas, inocentes o culpables (2000) ... Liliana
- Catalina y Sebastián (1999) ... Luisa Negrete
- Camilla (1998) ... Paola
- Mi pequeña traviesa (1997)... Alicia (Gyermekszerep)
- María (1995)... Teresa (Gyermekszerep)
- Buscando el paraíso (1993) ... Alma (Gyermek)
- Corazón salvaje... Monica (Gyermekszerep) (1993)

### Filmek
- Mixtape (2019)
- Los Leones (2019)
- La Hacienda Embrujada  (2005)
- Espejo retrovisor (2002)
- Punto y aparte (2002)
- En el tiempo de las mariposas (2001)
- Novia que te vea (1994)

## Színház
- Gitti Secret (El Secreto de Guitti): Guitti (1994)
- Little Orphan Annie (Anita la Huerfanita): Vero (1995)
- Maria (1998)
- Pop Corn (Palomitas): Velvet Delamitri (1999)
- Craisy Pastor (Pastorela Loca): Maria (2000)
- Cinderella (Cenicienta): (2001)
- The Apple of Discordance (La Manzana de la Discordia): Coquis
- In the Edge (Al Filo de la navaja): Mariana (2002)
- Real World (Mundo Real y tu donde Cabes?): Tita (2004)
- A man is rented (Se renta un hombre): Teresa (2016)
- Thursday,12 (Jueves 12): Carlota (2017)
- El Test (El Cuestionario): Bertha Psicologa (2018)